# 北海道大学人獣共通感染症国際共同研究所
北海道大学人獣共通感染症国際共同研究所（ほっかいどうだいがく じんじゅうきょうつうかんせんしょうこくさいきょうどうけんきゅうじょ、英: Hokkaido University International Institute for Zoonosis Control）は、北海道大学の附置研究所で、人獣共通感染症に関わる研究を行い、予防・治癒・制圧することを目的とする研究所である。2005年（平成17年）4月1日、「北海道大学人獣共通感染症リサーチセンター」として設立され、2021年（令和3年）、現名称に改称・改組した。
2010年より文部科学省の共同利用・共同研究拠点「人獣共通感染症研究拠点」に指定されている。

## 概観
2000年代に入り、SARSやBSEなど野生動物に寄生していた微生物が家畜や家禽、そしてヒトに侵入伝播して引き起こす悪性感染症が世界各地で発生した。しかし、人獣共通感染症の検出、発生予測、予防、制圧法を総括的に研究開発する組織は世界になく、それを推進できる人材が極めて少ない。また、日本の行政では、ヒトの医療は厚生労働省、家畜や家禽などの伝染病予防は農林水産省の管轄下にある。このため、人獣共通感染症は、研究教育や行政のいずれにおいてもカバーされず、人獣共通感染症が発生した場合、責任体制や制圧対策に問題があり、取り返しの付かない自体が生じる可能性がある。
この現状に対して、北海道大学は強い危機感を抱き、人獣共通感染症の第一人者である喜田宏獣医学部長により、2005年（平成17年）4月1日、「人獣共通感染症リサーチセンター」が設立された。2010年（平成22年）、文部科学省の共同利用・共同研究拠点「人獣共通感染症研究拠点」に指定されている。2011年（平成23年）WHO人獣共通感染症対策研究協力センター指定。
2021年（令和3年）人獣共通感染症国際共同研究所に改称・改組し、附置研究所となる。

## 研究・教育
研究面では、以下の目的を掲げている。
1. 人獣共通感染症病原体の自然界における存続メカニズムを解明し、その出現予測、予防と制圧のための全地球規模の疫学調査を展開するとともに、病原体の遺伝子および病原性や宿主域を決定する諸因子を明らかにする。
2. 研究情報をデータベース化し、人類共有の生物資源として系統保存し、的確な診断抗原とワクチン株を供給する。
3. 世界の人獣共通感染症の疫学情報と病原体の遺伝子解析成績の利用と供給を図り、それぞれの人獣共通感染症の診断と治療法および予防対策を立案・提言する。

教育面では、国内外の研究者、大学院学生、専門技術者に対して、人獣共通感染症の克服に向けた教育・研修コースを提供し、人獣共通感染症対策の専門家を世界に送り出すことを使命とする。2017年（平成29年）4月、北海道大学に「大学院国際感染症学院」が開設され、人獣共通感染症リサーチセンターの教員が大学院生の教育を担当している。

## 組織
2020年5月1日現在
- 国際疫学部門
- 分子病態・診断部門
- バイオリソース部門
- 国際協力・教育部門
- バイオインフォマティクス部門
- 感染・免疫部門
- シオノギ抗ウイルス薬研究部門
- 危機分析・対応室
- 生物製剤研究開発室
- 国際連携推進室
- ザンビア拠点